# Pelekium muricatulum
Pelekium muricatulum är en bladmossart som beskrevs av Andries Touw 2001. Pelekium muricatulum ingår i släktet Pelekium och familjen Thuidiaceae. Inga underarter finns listade i Catalogue of Life.